# Botolfsbo
Botolfsbo är en by eller gårdssamling i Falu kommun (Vika socken) i Dalarnas län. Botolfsbo ligger ungefär mitt på den östra sidan av Vikasjön, cirka 20 kilometer sydöst om Falun. Botolfsbo består av dels Lilla Botolfsbo, två gårdar tätt intill varandra, dels Stora Botolfsbo som är en ensamgård och som ligger cirka 500 meter söder om Lilla Botolfsbo. 

## Historia
Namnet Botolfsbo är belagt sedan 1300-talet och Stora Botolfsbo var länge Vika sockens största skattejordbruk. Vid storskiftet cirka år 1830 var Stora Botolfsbo (som då ägdes av Ferdinand v. Knorring från St. Klingsbo, Stora Skedvi socken) fortfarande en kringbyggd gård av ålderdomlig karaktär men på 1870-talet byggdes gården om av hästhandlaren August Sahlander (1825-1882) och fick sitt nuvarande nästan herrgårdslika utseende. 1907 - 1925 ägdes Stora Botolfsbo av nämndemannen H.G. Hansson och 1925 - 1959 av sonen kamrer Vilhelm Hansson. Båda var framstående kommunalmän med många förtroendeposter i kommunen och föreningslivet. 1959-1986 ägdes Stora Botolfsbo av sonsonen Åke Botolfs och hustrun Greta Botolfs. De moderniserade jordbruket och drev mjölkproduktion på gården. Under en tid i mitten av 1900-talet fanns stora delar av dåvarande Vika kommuns förvaltning på Stora Botolfsbo.